# Nazionale olimpica di calcio della Bielorussia
La nazionale olimpica bielorussa di calcio è la rappresentativa calcistica della Bielorussia che rappresenta l'omonimo stato ai giochi olimpici.

## Storia
La nazionale olimpica bielorussa esordisce alle Olimpiadi a Londra 2012;  nella manifestazione arriva terza nel girone grazie alla vittoria nella gara d'esordio contro la Nuova Zelanda per 1-0. Le altre due partite vengono perse dalla nazionale per 1-3 contro l'Egitto e per 1-3 contro il Brasile.

## Statistiche dettagliate sui tornei internazionali
Nota bene: come previsto dai regolamenti FIFA, le partite terminate ai tiri di rigore dopo i tempi supplementari sono considerate pareggi.

### Giochi olimpici
| Anno | Luogo          | Piazzamento     | V | N | P | Gol |
| ---- | -------------- | --------------- | - | - | - | --- |
| 1996 | Atlanta        | Non qualificata | - | - | - | -   |
| 2000 | Sydney         | Non qualificata | - | - | - | -   |
| 2004 | Atene          | Non qualificata | - | - | - | -   |
| 2008 | Pechino        | Non qualificata | - | - | - | -   |
| 2012 | Londra         | Primo turno     | 1 | 0 | 2 | 3:6 |
| 2016 | Rio de Janeiro | Non qualificata | - | - | - | -   |
| 2020 | Tokyo          | Non qualificata | - | - | - | -   |
| 2024 | Parigi         | Non qualificata | - | - | - | -   |